# Gynacantha japonica
Gynacantha japonica är en trollsländeart som beskrevs av Aleksandr Nikolaevich Bartenev 1909. Gynacantha japonica ingår i släktet Gynacantha och familjen mosaiktrollsländor. Inga underarter finns listade i Catalogue of Life.